# Chaos;Head NoAH
Chaos;Head NoAH (カオスヘッドノア, également stylisé ChäoS;HEAd NoAH) est un jeu vidéo de type visual novel orienté mystère et psychologie, développé par 5pb. et Nitroplus, sorti en 2009 sur Xbox 360, PlayStation Portable, iOS, Android, PlayStation 3 et PlayStation Vita. Il s'agit de la version complète de Chaos;Head sorti en 2008 sur Windows, par souci de moyens. Chaos;Head NoAH bénéficie donc de six nouvelles routes qui étaient prévues dès Chaos;Head, ainsi que de modifications aussi bien visuelles que structurales. Le script est également modifié.
Chaos;Head NoAH dispose aussi d'une suite directe canonique intitulée Chaos;Head Love Chu Chu!. Cette suite qui, en apparence, à l'air d'être un spin-off de comédie romantique, est en fait une parodie du genre, et l'autre côté de la pièce de Chaos;Head NoAH, comme le montre la sortie sur PlayStation Vita nommée Chaos;Head Dual.
Chaos;Head a aussi reçu une adaptation animée par le studio Madhouse très décriée par les fans, de par sa qualité et ses choix scénaristique à l'opposé de l'œuvre originale.
De plus, Chaos;Head NoAH est le prequel du visual novel le plus connu de la série Science Adventure, Steins;Gate. On peut trouver de nombreuses références à Chaos;Head NoAH dans ce dernier, d'importances plus ou moins grandes.
Robotics;Notes, un autre jeu de la série, utilise beaucoup d'élément dans son histoire provenant de Chaos;Head, si bien que même la phrase phare de ce dernier, "À qui sont ces yeux ?" est utilisée.
Enfin, Chaos;Head NoAH et Chaos;Head Love Chu Chu! possèdent une suite spirituelle intitulée Chaos;Child qui relate les conséquences des événements de ses deux prédécesseurs, six ans plus tard dans l'univers Science Adventure.

## Système de jeu

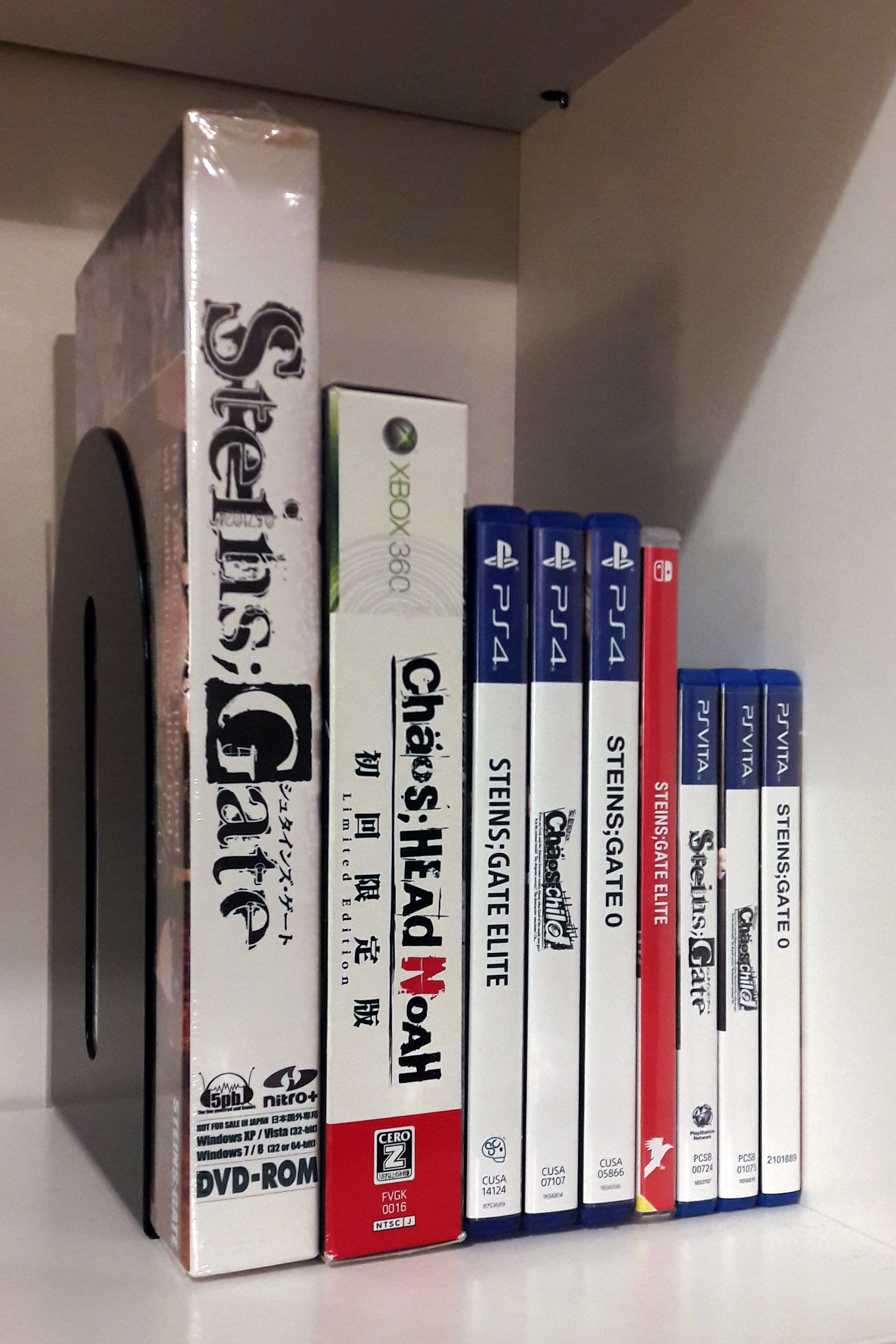
Chaos;Head NoAH avec les autres jeux de l'univers Science Adventure

### Délusions
Chaos;Head NoAH, et tous les autres jeux de la série Science Adventure commençant par Chaos; (Chaos;Head Love Chu Chu!, Chaos;Child et Chaos;Child Love Chu Chu!!) utilise le système de délusions. Le protagoniste, Takumi Nishijou, lorsque son mental flanche, déclenche une délusion. Le joueur peut choisir entre une délusion positive, qui d'ordinaire est plutôt à tendance érotique, une délusion négative, qui est généralement gore, ou enfin ne rien choisir, pour finalement faire le choix de rester dans la réalité.

### Portes Oui / Non
Afin d'accéder aux différentes routes du jeu, le joueur pourra décider de répondre oui ou non à des questions posées. Ces réponses seront montrées sous forme de portes, indiquant l'importance de ces choix.

## Personnages
Takumi Nishijou (西條 拓巳, Nishijо̄ Takumi)
voix japonaise : Yoshino Hiroyuki
Rimi Sakihata (咲畑 梨深, Sakihata Rimi)
voix japonaise : Kitamura Eri
Nanami Nishijou (西條 七海, Nishijо̄ Nanami)
voix japonaise : Miyazaki Ui
Ayase Kishimoto (岸本 あやせ, Kishimoto Ayase)
voix japonaise : Sakakibara Yui
Sena Aoi (蒼井 セナ, Aoi Sena)
voix japonaise : Nabatame Hitomi
Yua Kusunoki (楠 優愛, Kusunoki Yua)
voix japonaise : Takahashi Chiaki
Kozue Orihara (折原 梢, Orihara Kozue)
voix japonaise : Tsuji Ayumi

## Accueil
En mars 2008, un mois avant sa sortie, Chaos;Head était le quatrième jeu PC le plus pré-commandé de l'histoire au Japon.